# Quitridiomicosi

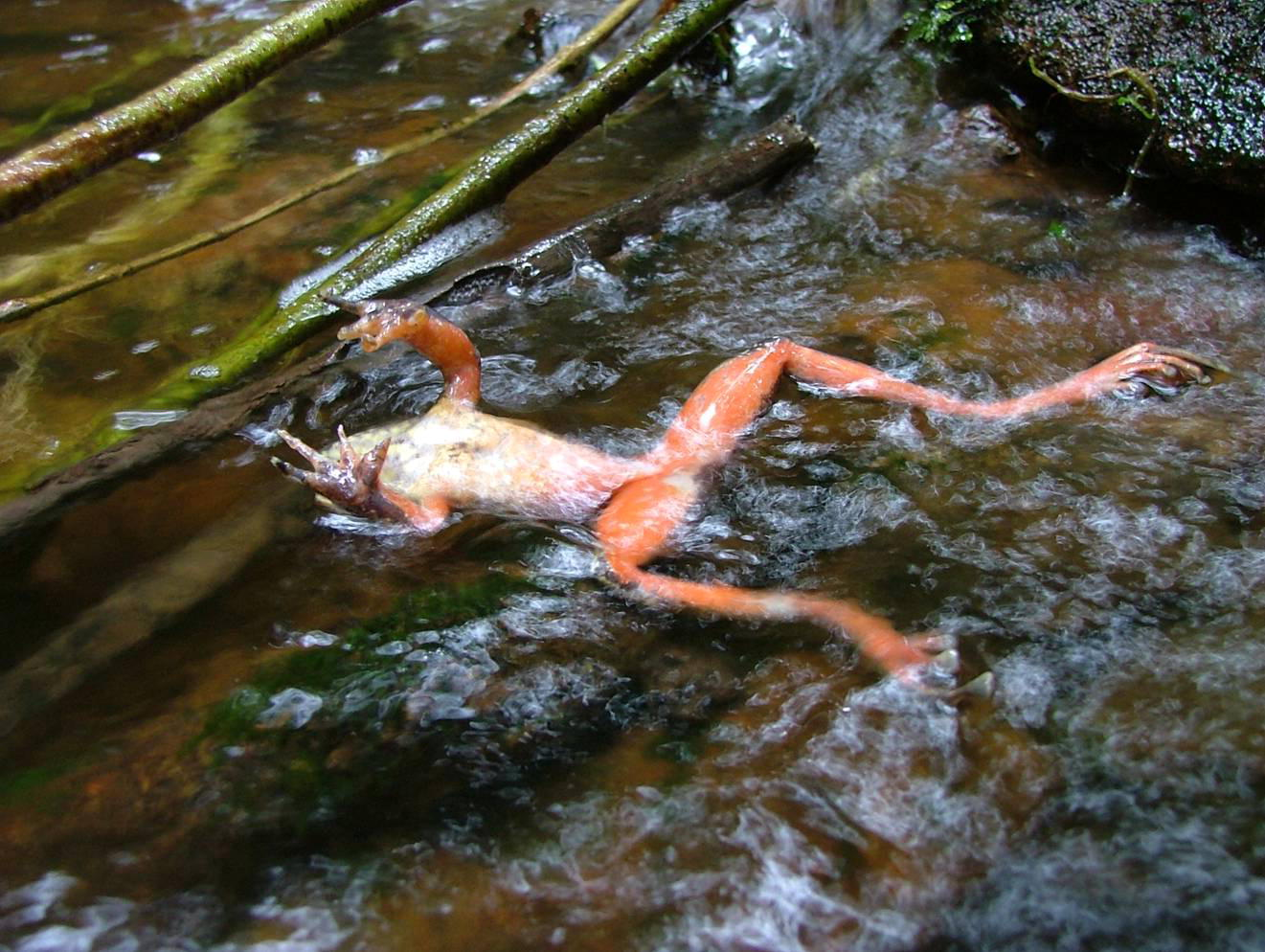
Una granota infectada per quitridiomicosi.

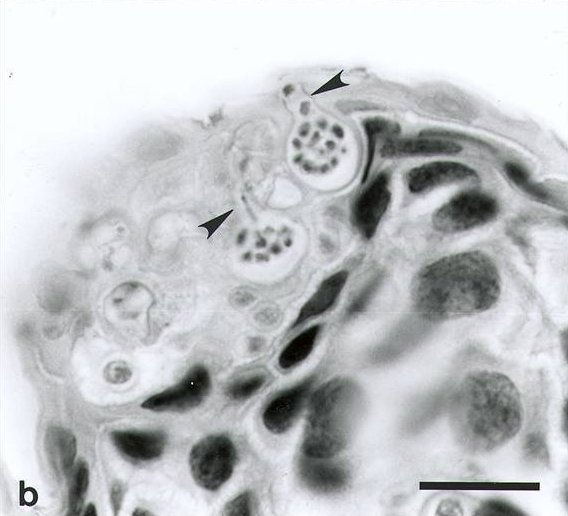
Quitridiomicosi en Atelopus varius – es poden veure dos esporangis amb múltiples zoòspores.

La quitridiomicosi és una malaltia infecciosa dels amfibis, provocada pel fong quítrid Batrachochytrium dendrobatidis. La quitridiomicosi ha estat relacionada amb declivis dràstics en les poblacions (o fins i tot extincions) d'espècies d'amfibis de l'oest de Nord-amèrica, Amèrica Central, Sud-amèrica i l'est d'Austràlia. No existeix cap mesura eficient per controlar la malaltia en poblacions salvatges. La malaltia està contribuint a un declivi de les poblacions d'amfibis a escala global, que sembla haver afectat el 30% de les espècies d'amfibis del món.

## Curs de la malaltia
Es creu que la quitridiomicosi segueix el curs següent: les zoòspores s'enganxen a la pell dels amfibis i aviat generen esporangis, que produeixen noves zoòspores. La malaltia progressa a mesura que aquestes noves zoòspores reinfecten l'hoste. Els canvis morfològics dels amfibis infectats amb el fong inclouen un envermelliment de la pell ventral, convulsions amb extensió de les potes posteriors, acumulacions de pell morta arreu del cos, mort de l'epidermis superficial de les potes i altres zones, la pell es torna més aspra, i de vegades úlceres o hemorràgies. Els canvis en el comportament inclouen una letargia, no buscar refugi, no fugir dels predadors, una pèrdua del reflex de caiguda o una postura anormal (com ara seure amb les potes posteriors lluny del cos).

## Investigació
Estudis de laboratori suggereixen que Batrachochytrium dendrobatidis té dificultats per sobreviure a temperatures de més de 28 °C, i que exposar les granotes infectades a altes temperatures mata el fong. Això podria explicar per què els declivis en les poblacions d'amfibis causats per la quitridiomicosi tenen lloc principalment en regions fredes, com ara serralades.
Tot i que molts declivis han estat associats a B. dendrobatidis, hi ha espècies que són resistents la infecció i alguns estudis han trobat que algunes poblacions poden sobreviure si la malaltia persisteix a un nivell baix. A més, algunes de les espècies que semblen resistir a la infecció podrien albergar una forma no patògena de B. dendrobatidis.
Alguns investigadors argumenten que el seguiment de la quitridiomicosi ha fet que els esforços de conservació dels amfibis es concentrin massa en una única amenaça. A Guatemala, per exemple, moriren milers de capgrossos degut a un patogen no identificat diferent de B. dendrobatidis. Aquests investigadors subratllen la necessitat d'una comprensió més àmplia de l'ecologia hoste-paràsit que està contribuint als declivis dels amfibis d'avui en dia.